# Lego Friends
Lego Friends é uma linha de produtos Lego lançada pelo Grupo Lego em 2012, cujo principal público-alvo são meninas maiores de cinco anos. Um jogo de computador com o mesmo nome também apareceu em 2000, mas não tem nada a ver com a linha de produtos.
Os protagonistas dos brinquedos Lego Friends são cinco amigas Emma, Mia, Stephanie, Olivia e Andrea, que moram na cidade imaginária de Heartlake City, fazendo várias coisas. Ao contrário da maioria dos produtos de Lego, os personagens com o tema Friends não são mini personagens Lego comuns, mas sobre “minibonecas” de aproximadamente o mesmo tamanho, mas um pouco mais detalhados e realistas em escala. O esquema de cores das peças Lego também se expandiu com a série Lego Friends. Existem mais seis novas cores e são principalmente da cor do losango.
Embora a Lego seja um dos gigantes da indústria de brinquedos, as meninas eram uma pequena minoria entre os consumidores e as tentativas anteriores de conquistar a indústria do mercado de brinquedos para elas não haviam sido bem-sucedidas. Em 2011, de acordo com as próprias estatísticas da Lego, até 90% de seus produtos foram comprados para meninos. Em anos anteriores, porém, a empresa focou conscientemente em produtos voltados para o público masculino, seu principal público-alvo, a fim de superar as dificuldades financeiras. Em 2007, a Lego iniciou quatro anos de pesquisa e design com o objetivo de desenvolver uma nova linha de produtos para meninas. Entre outras coisas, o estudo descobriu que também não muitas garotas gostavam dos mini-personagens Lego tradicionais. Diferenças nos padrões de jogo de gênero também foram observadas, as quais foram buscadas ser levadas em consideração no design.
Os primeiros 23 pacotes do Lego Friends foram lançados na virada do ano 2011-2012 com o apoio de uma campanha de marketing global de $40 milhões. A série provou ser um sucesso, dobrando sua meta de vendas no primeiro ano e triplicando o número de garotas na base de clientes da Lego em 2012. Muitos concorrentes da Lego, como Mega Bloks e Mattel, lançaram seus próprios produtos semelhantes inspirados pelo sucesso. No entanto, a linha de produtos também atraiu atenção negativa e recebeu muitas críticas. Foi visto como um suporte para estereótipos de gênero negativos e se concentra menos nas linhas de produtos para meninos na construção. O site Change.org requer dezenas de milhares de Movimento SPARK embarcando na rede na Petição Legoa para impedir que meninas sejam subestimadas e estereotipadas. Em resposta às críticas, a Lego destacou os aspectos de evolução de seus produtos, que o tema Friends traz para ainda mais meninas.